# Tällistock (vid Rhôneglaciären, Obergoms)
Tällistock är en bergstopp i Schweiz.   Den ligger i distriktet Goms och kantonen Valais, i den centrala delen av landet, 80 km sydost om huvudstaden Bern. Toppen på Tällistock är 3 185 meter över havet, eller 77 meter över den omgivande terrängen. Bredden vid basen är 0,11 km.
Terrängen runt Tällistock är huvudsakligen bergig, men den allra närmaste omgivningen är kuperad. Trakten runt Tällistock är nära nog obefolkad, med mindre än två invånare per kvadratkilometer.. Närmaste större samhälle är Meiringen, 19,1 km nordväst om Tällistock. 
Trakten runt Tällistock består i huvudsak av gräsmarker.